# Get Smart
Get Smart è una serie televisiva statunitense trasmessa dal 18 settembre 1965 sino al 15 maggio 1970. Introdotta nel filone delle sit-com, rappresentava in realtà una satira del genere spionistico particolarmente popolare nei tardi anni sessanta. Negli Stati Uniti venne trasmessa dalla NBC tra il 1965 ed il 1969 e dalla CBS dal 1969 al 1970, per un totale di 138 episodi.
Tre film vennero ricavati dalla serie al termine della sua messa in onda: il primo fu una versione cinematografica, prodotta nel 1980, dal titolo The Nude Bomb (distribuito anche con il titolo di The Return of Maxwell Smart e con quello di Maxwell Smart and the Nude Bomb). Nel film si nota la totale assenza dell'Agente 99 (Barbara Feldon si rifiutò di partecipare), del Capo (Edward Platt era già morto nel 1974) e di altri personaggi.

Il secondo film ricavato dalla serie, Get Smart, Again!, fu realizzato per la televisione nel 1989 ed è considerato un vero e proprio sequel, a partire dal tema conduttore ma soprattutto per il tipo di umorismo del soggetto.

Nel 1995 la Fox lanciò una serie sequel, in cui Adams e Feldon riprendevano i ruoli originari e veniva introdotta una nuova generazione di agenti, che però non ebbe successo (andarono in onda appena sette episodi).

Nel 2008 è uscito un terzo film, intitolato Get Smart (in italiano Agente Smart - Casino totale), con protagonista Steve Carell affiancato da Anne Hathaway nel ruolo dell'Agente 99 e Alan Arkin nel ruolo del Capo.
La serie, scritta e creata da Mel Brooks e Buck Henry, vinse sette Emmy e ottenne altre 14 candidature per lo stesso premio. Vinse, inoltre, due Golden Globe.
I diritti di Get Smart appartengono da sempre alla Paramount Global e distribuita da Republic Pictures, compagnia che detiene i diritti di distribuzione della maggior parte delle serie trasmesse dalla NBC prima del 1975, ma internazionalmente, la Warner Bros. Television le detiene i diritti per la distribuzione internazionale.

## Personaggi
Don Adams (1923-2005) impersonava l'imbranato agente segreto Maxwell Smart, alias Agente 86. Nell'episodio pilota conosce l'Agente 99, interpretato da Barbara Feldon. Di questo agente non si conosce il vero nome; anche dopo il matrimonio con Smart tutti (Smart compreso) continuano a chiamarla 99. Nell'episodio "99 LOSES CONTROL" dice di chiamarsi "Susan Hilton", ma poco dopo lei stessa sostiene che si tratta di un nome falso. Smart e 99 lavorano per CONTROL, un servizio segreto del governo americano. L'antagonista di CONTROL è KAOS, una organizzazione criminale internazionale, il cui Vice Presidente per le Relazioni Pubbliche e il Terrore, Conrad Siegfried (interpretato da Bernie Kopell), appare come il peggior nemico dell'agente Smart ma è spesso altrettanto pasticcione e ridicolo.
Altri personaggi sono il Capo di CONTROL, interpretato da Edward Platt, che in alcuni episodi afferma di chiamarsi Thaddeus ma per tutta la serie viene sempre chiamato Capo (anche se viene citato il suo nome di copertura "Harold Clark"); il robot Imene (chiamato Hymie nell'originale e interpretato da Dick Gautier), un potente e simpatico androide che ha la tendenza a prendere gli ordini troppo alla lettera; gli agenti 44 e 13, che svolgono sempre le loro missioni chiusi all'interno di ambienti angusti quali cassette delle lettere, lavatrici o armadietti (il che provoca loro non poche frustrazioni); l'agente Larabee (Robert Karvelas), il segretario del Capo.
Il telefilm era registrato negli studi Paramount ma non ancora davanti al pubblico, come accadde per le produzioni più recenti. L'edizione italiana è stata privata della sonorizzazione con le risate in corrispondenza delle battute più divertenti.

## Episodi
| Stagione         | Episodi | Prima TV USA | Prima TV Italia                                                                                           |
| ---------------- | ------- | ------------ | --- |
| Prima stagione   | 30      | 1965-1966    | 1967 (esclusi 1x06, 1x10, 1x14, 1x27, 1x28, 1x29) 1968 (1x10) 1980 (episodi 1x06, 1x14, 1x27, 1x28, 1x29) |
| Seconda stagione | 30      | 1966-1967    | 1968 (episodio 2x04) 1980 (resto stagione)                                                                |
| Terza stagione   | 26      | 1967-1968    | 1986 |
| Quarta stagione  | 26      | 1968-1969    | 1986 |
| Quinta stagione  | 26      | 1969-1970    | 1980 |

## L'edizione italiana

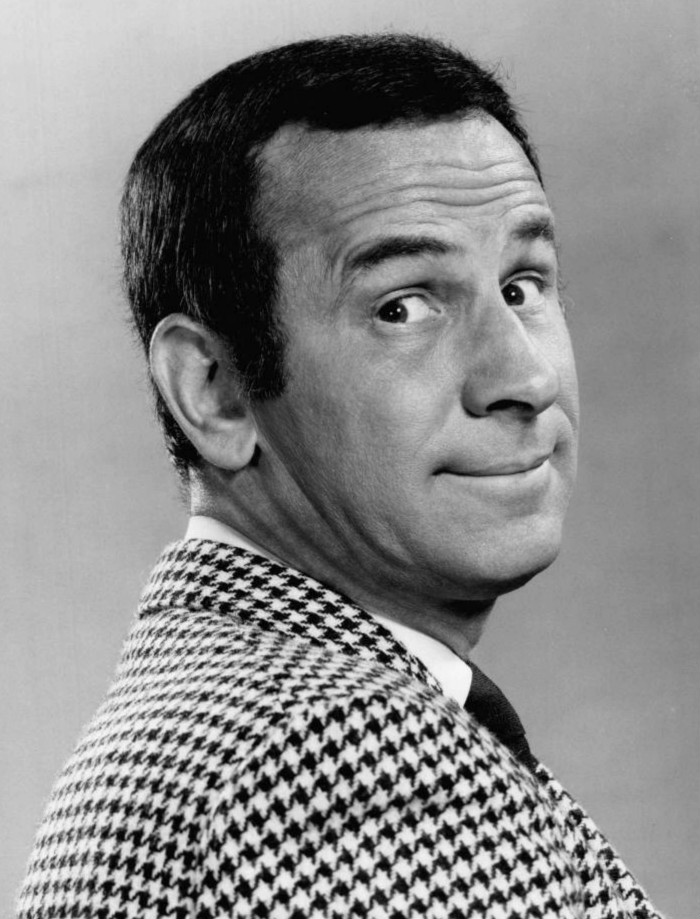
Don Adams (1969)

In Italia Get Smart è stato trasmesso in varie edizioni. La prima stagione, comprensiva dell'episodio pilota Mr. Big (rinominato "Operazione Uno"), con esclusione degli episodi 1x06, 1x14, 1x27, 1x28 e 1x29, e con l'aggiunta dell'episodio 2x04, fu trasmessa in bianco e nero con due titoli differenti (Prendete Smart! di 10 episodi e Agente 86 Max Smart di 16 episodi). In realtà solo l'episodio pilota, in origine, era realmente in bianco e nero; gli altri erano già a colori. In questa edizione il nome della società segreta CONTROL viene tradotto letteralmente "Controllo". Nello spezzone "Prendete Smart!" le immagini della sigla finale furono sostituite da un sipario teatrale, con i titoli di coda tradotti in italiano. Il titolo dell'episodio in italiano è riportato durante le immagini della sigla iniziale affiancato, con carattere tipografico decisamente più piccolo, da quello originale seguito dall'anno di produzione. 
Il Radiocorriere TV cita nel suo palinsesto la Televisione svizzera di lingua italiana come prima emittente televisiva a mandare in onda questa edizione in lingua italiana, a partire dal 13 gennaio 1967 fino al mese di luglio del 1968 con cadenza settimanale (a meno di qualche saltuario periodo di pausa) e interamente con il titolo "Agente 86 Max Smart". Alcuni episodi (1x01, 1x02, 1x03, 1x04, 1x11, 1x12, 1x23 e 1x24) avevano titoli differenti rispetto a quelli che poi vennero assegnati nel successivo ciclo "Prendete Smart!" che fu annunciato nel mese di febbraio del 1968, tramite un articolo sul Radiocorriere TV che anticipava la imminente messa in onda da parte dell RAI. Peraltro, gli episodi a essere trasmessi dalla RAI furono solo quattro: 1x02, 1x03, 1x04 e 1x07, tre sulla rete nazionale e uno sulla seconda rete. Si presume che anche l'episodio 1x24 fu mandato in onda, in quanto il numero 15/1968 del Radiocorriere TV  riporta il nuovo titolo italiano ("Il caso delle cravatte") nella pagina dedicata agli indici di ascolto, ma l'episodio in questione non risultò riportato in alcuna pagina dei palinsesti dei numeri antecedenti della rivista. Una diffusione su scala nazionale, sicuramente le più nota al pubblico di appassionati, avvenne nel 1977 tramite le prime televisioni private locali (in Campania Canale 34, Telecapri, Canale 21 e Telestudio 50) e da Telemontecarlo. In questo ciclo di messe in onda locali, ancora in bianco e nero, non viene mai trasmesso l'episodio 1x02 "Diplomat's daughter" (La principessa Ingrid) e vengono fuse le due edizioni con i due titoli della serie differenti e i titoli degli episodi presi rispettivamente da una o l'altra edizione, e che sono quelli ancora utilizzati nelle repliche attuali, per un totale quindi di 25 episodi.
Questa edizione fu messa nuovamente in onda, stavolta interamente a colori, nei primi anni ottanta e trasmessa dal circuito Retecapri con il nome originale "Get Smart", mantenendo senza modifiche la traccia audio italiana dell'edizione precedente. I titoli degli episodi in italiano sono riportati all'inizio o al termine della sigla su campo rosso uniforme (tranne l'episodio 1x10 su sfondo blu). Da questa riedizione in poi fu rimesso in onda l'episodio 1x02, mentre l'episodio pilota non fu mai più trasmesso, per cui ancora oggi si presume che la traccia audio doppiata sia andata irrimediabilmente perduta.
A partire dal 1980 dapprima alcune TV locali, e poi l'emittente nazionale Italia 1, trasmisero un secondo ciclo formato dai restanti episodi della prima stagione da quelli della seconda stagione (ribattezzati col titolo Get Smart un agente tutto da ridere) e l'intera quinta stagione (il cui titolo, forse per errore, fu cambiato in Get Smart un detective tutto da ridere). Fu utilizzato per questo ciclo un nuovo set di doppiatori diretto da Maria Teresa Letizia.
Tutti gli episodi già mandati in onda, con esclusione dell'episodio pilota, furono ritrasmessi successivamente da TMC/Rede Globo in varie repliche, nel periodo fra il 1986 e il 1994. Agli episodi già trasmessi furono aggiunti progressivamente tutti gli episodi delle stagioni inedite in Italia, utilizzando un terzo set di doppiatori facenti capo alla cooperativa Occhio Magico. TMC ritentò dalla prima messa in onda un ripristino dell'ordine degli episodi secondo l'edizione originale. Tra il 1997 e i primi anni 2000 alcune TV locali ritrasmisero questa edizione in ordine sparso, mentre tra il 1994 e il 1996, prima di trasformarsi in LA7, TMC ripropose, inspiegabilmente, una ridotta selezione degli episodi delle stagioni 1, 2, 3 e 4, dando alla serie un nuovo titolo italiano, Agente Speciale 86 Un disastro in licenza, che fu riportato anche nelle immagini della sigla iniziale opportunamente rimodificate.
A partire dal 2006 una parte della edizione italiana, formata dagli episodi della prima stagione (escluso l'episodio pilota), da parte della seconda stagione e dall'intera quinta stagione, è stata trasmessa dai canali satellitari Paramount Comedy Central, proprietà di Paramount, che ne detiene i diritti ufficiali, da Fox Retro, e in chiaro ogni sabato e domenica alle 7.30 da LA7 (senza però la quinta stagione). In questa edizione è stato definitivamente ripristinato il titolo originale e il video è stato restaurato, rendendo la qualità paragonabile agli standard moderni. Gli episodi sono stati trasmessi secondo l'ordine originale di produzione. I titoli in lingua italiana sono stati però riportati solo in alcuni episodi della prima stagione, al termine della sigla iniziale, in bianco su sfondo nero.
A partire dal 2021, fino a oggi, la serie è stata ritrasmessa nuovamente dal circuito nazionale 7 Gold e sul canale Donna TV nelle prime edizioni italiane non restaurate. Gli episodi furono ridotti a 85, seguendo un ordine che ricalca in parte quello delle messe in onda delle TV locali negli anni 90.
In tutti i doppiaggi della versione italiana le risate del pubblico in sottofondo dell'edizione originale non sono presenti, mentre la colonna sonora è perfettamente fedele all'originale. In alcuni episodi della versione italiana, Smart chiama la sua assistente "nove nove", in altri "novantanove", ma il primo è chiaramente un errore di traduzione.
Nel mese di novembre 2023 la DGPhotoArt Cinema annuncia la propria edizione dell'episodio pilota, completamente restaurato nel video e con un nuovo doppiaggio realizzato dal proprio cast di doppiatori. All'episodio è stato dato nuovamente il titolo italiano Operazione Uno. I doppiatori sono Massimiliano Cimino (Max Smart, Hodgkins, Agente 34, il Negoziante di giocattoli e le spie nemiche), Iris Buro (Agente 99), Gennaro Sacco (Capo), Enzo Frattini (Mr. Big), Chiara D'Aponte (Zelinka), Valentino Apa (Prof. Dante), Desiree Frattini (Mamma), Giulio Frattini (Bambino). La direzione del doppiaggio è stata affidata a Adriana Mascia su dialoghi e regia tecnica di Davide Guida. Nella traccia sonora sono presenti le risate del pubblico. La prima proiezione pubblica di tale episodio è stata effettuata il giorno 24 novembre 2023 presso un centro di aggregazione culturale in provincia di Napoli, nell'ambito di un salotto culturale senza finalità lucrative.

## Accessori per lo spionaggio
L'agente Smart utilizza per comunicare con il quartier generale di CONTROL un apparecchio telefonico inserito all'interno delle sue scarpe. Nell'episodio pilota della serie, The Big (in Italia Operazione Uno), una delle prime scene si svolge in una sala teatrale, durante una rappresentazione, e inquadra un imbarazzato Smart, guardato di traverso dai vicini, mentre gli suona insistentemente il telefono-scarpa: una scena che anticipa di decenni lo squillo dei telefoni cellulari nei cinema e nei teatri!
Max Smart è inoltre molto ligio alle regole ed insiste, quando si trova nell'ufficio del suo superiore, per utilizzare il Cono del silenzio, due sfere di plastica trasparente collegate da un tubo che dovrebbero permettere una comunicazione riservata tra i due interlocutori. Ovviamente, nello spirito del telefilm, l'apparecchio è perennemente difettoso, con inconvenienti sempre diversi (echi assordanti, problemi di meccanica, difetti di acustica); uno dei più esilaranti è quando i due interlocutori non riescono a sentirsi, ma vengono invece uditi perfettamente da chi si trova all'esterno dell'apparecchio (con la conseguenza che la comunicazione riservata non è più tale).

## Il cast
- Don Adams (Maxwell Smart, Agente 86)
- Barbara Feldon (Agente 99)
- Edward Platt (Thaddeus, Il Capo di CONTROL)

## Personaggi ricorrenti
- Dick Gautier (Hymie, il robot)
- Victor French (Agent 44)
- Bernie Kopell (Conrad Siegfried)
- King Moody (Shtarker)
- David Ketchum (CONTROL Agent 13)
- Stacy Keach Sr (Carlson)
- Joey Forman (Harry Hoo)
- Robert Karvelas (Larrabee)
- William Schallert (Ammiraglio Harold Harmon Hargrade)
- Jane Dulo (Mamma di Agente 99)
- Al Molinaro (Agent 44; 5. Stagione)
- Leonard Strong (The Craw)
- Lee Kolima (Bobo)
- Frank De Vol (Carleton)
- Bryan O'Byrne (Hodgkins)
- Robert Cornthwaite (Professor Windish)
- Milton Selzer (Parker)
- Gordon Jump (Hobson)
- Angelique Pettyjohn (Charlie Watkins)
- Ted de Corsia (Spinoza Natz)
- Jim Boles (Dr. Ratton)
- Ellen Weston (Dr. Steele)
- John Doucette (Colonel von Klaus)
- Ella Edwards (Miss Haskins)

## Apparizioni occasionali
- Michael Dunn (Mr. Big)
- Leo Gordon (Grillak)
- Ben Wright (Hillary Gainsborough)
- John Hoyt (Conrad Bunny)
- Joseph Ruskin (Ehrlich)
- Anthony Caruso (Red Cloud)
- Barbara Bain (Alma Sutton)
- Ed Peck (Ratcheck)
- Joseph Sirola (Harvey Satan)
- Michael Pate (Emilio Naharana)
- Charles Lane (Abner, zio di Max)
- Maudie Prickett (Bertha, zio di Max)
- Theodore Marcuse (Demetrios)
- Conrad Janis (Conrad, agente del KAOS)
- Martin Kosleck (Dr. Drago)
- Ford Rainey (Professor Sontag)
- Karen Steele (Mary Jack Armstrong)
- Dan Seymour (Prince Sully)
- John Abbott (Mondo)
- Michael Dante (Rex Savage)
- Leonard Nimoy (Stryker)
- Torin Thatcher (Dr. Braam)
- Ellen Corby (Agnes Davenport)
- Burt Mustin (Agente 8)
- Murray Matheson (Devonshire)
- Oscar Beregi (Beastmaster)
- Bert Freed (Badeff)
- Harold J. Stone (Captain Groman)
- Tim Herbert (Jimmy Ballantine)
- John McLiam (Seidlitz)
- Maureen Arthur (La Contessa)
- Tol Avery (Von Werner)
- Anthony Eustrel (Hillary Conrad)
- Harold Gould (Hans Hunter)
- Robert Strauss (Franco)
- Larry D. Mann (Victor Slade)
- Gayle Hunnicutt (Octavia)
- Woodrow Parfrey (Dr. Pasteur)
- Laurie Main (Dr. Ramsey)
- Alan Oppenheimer (Agente 498)
- H. M. Wynant (Frank Valentine)
- Howard Caine (Bediyoskin)
- John Myhers (Otto Hurrah)
- Kenneth Mars (Tom Orlando)
- Monty Landis (Generale Pajarito)
- Billy Curtis (El Lobo-lo)
- George Ives (Dr. Bascomb)
- Ina Balin (Ann Ferris)
- Than Wyenn (Mondebello)
- Farley Granger (Billet)
- Carol Burnett (Ozark Annie)
- Hard Boiled Haggerty-Don Stansauk (Groppo)
- John Fiedler (Mr. Hercules)
- Peter Robbins (Tyler J. Tattledove)
- Larry Storch (Groovy Guru)
- Arlene Golonka (Zelda)
- Don Rickles (Sid Krimm)
- Bruce Gordon (sergente Gronski)
- Jacques Bergerac (Victor Royal)
- Robert Ridgely (Dracula)
- George Macready (Mr. Fitzmaurice)
- Percy Helton (A. J. Pfister)
- John Orchard (Snead)
- Stu Gilliam (Samuels)
- Cesar Romero (Kinsey Krispin)
- Julie Sommars (Mimsi Sage)
- J. Carrol Naish (Sam Vittorio)
- Gino Conforti (Agente 8½)
- Jack Cassidy (Mr. Bob)
- Julie Newmar (Ingrid la cameriera)
- Tom Bosley (Emil Farkas)
- Alice Ghostley (Naomi Farkas)
- Nancy Kovack (Sonja)
- James Caan (Rupert of Rathskeller)
- Tom Poston (Dr. Zharko)
- Ronald Long (Leadside)
- Peter Brocco (Professor Pheasant)
- Paul Richards (Ironhand)
- Dana Wynter (Ann Cameron)
- Broderick Crawford (C. Errol Madre)
- John Dehner (Colonel Kyle K. Kirby)
- Jack Gilford (l'adorabile Simon)
- Vincent Price (Dr. Jarvis Pym)
- Victor Buono (Hannibal Day)
- Hedley Mattingly (Cispettore capo Sparrow)
- Kurt Kreuger (Auerbach)
- Gale Sondergaard (Hester Van Hooten)
- Pat Paulsen (Ace Weems)
- John Van Dreelen (Algernon DeGrasse)
- Vito Scotti (Gino Columbus)
- Ned Glass (Freddie the Forger)
- Herb Voland (C. Barton Neff)
- Robert Middleton (The Whip)
- Victor Sen Yung (Abe Fu Yung)

Inoltre: Byron Morrow, Helen Kleeb, Val Avery, Bill Zuckert, Iris Adrian, Simon Oakland, Philip Pine, Len Lesser, Nestor Paiva, Maurice Marsac, Roger Price, Robert Ellenstein, Roy Engel, Jack Lambert, Byron Foulger, Vaughn Taylor, Tony Lo Bianco, Ted Knight, Jason Wingreen, Vince Howard, James Millhollin, Lee Bergere, Dino Natali, Howard Morton, Vic Tayback, William Boyett, Paul Dooley, Mickey Manners, Johnny Seven, Dick Wilson, Dort Clark, Mickey Deems, Paul Comi, Louis Quinn, Lewis Charles, Ralph Manza, Alex Rocco, Sid Haig, Iggie Wolfington, Mousie Garner, Barry Newman, Robert Easton, James Komack, Eddie Ryder, Larry Gelman, John Byner, Robert DoQui, Regis Philbin, Noam Pitlik, Jamie Farr, Mary Frann, Ivan Bonar, Johnny Silver, Bernard Barrow, Ron Masak, Avery Schreiber, Fred Willard, Dick Latessa, Ivor Francis, Jack DeLeon, Milton Parsons, Barney Phillips, Kathie Browne, Johnny Haymer, John S. Ragin, Henry Brandon, Ned Wertimer, Billy Barty, Danny Dayton, Don Diamond, Stanley Clements, Dana Elcar, John Barbour, Maury Wills, Cliff Norton, Ian Abercrombie, Jonathan Harris, John Zaremba.
Hanno avuto dei cameo: Johnny Carson, Joey Bishop, Buddy Hackett, Bill Dana, Wally Cox, Danny Thomas, Steve Allen, Ernest Borgnine, Milton Berle, Bob Hope, Robert Culp, Phyllis Diller, Martin Landau, Richard Deacon.